# فوزیه کوفی
فوزیه کوفی (زادهٔ ۱۹۷۵، بدخشان، افغانستان) سیاستمدار و فعال حقوق زنان افغانستان است. وی نماینده اسبق ولایت بدخشان و عضو سابق ولسی جرگه (مجلس نمایندگان افغانستان) بوده‌است.
او نقش زیادی در تصویب قانون منع خشونت علیه زن در افغانستان داشته‌است. همچنین وی عضو اسبق دوره شانزدهم مجلس نمایندگان افغانستان، کمیسیون امور زنان و جامعه مدنی و حقوق بشر بوده‌است و کتابی نیز به نام نامه‌هایی به دخترانم را نیز تألیف کرده‌است.

## زندگی
فوزیه کوفی دختر عبدالرحمن کوفی است که در ولسوالی کوف‌آب در ولایت بدخشان به دنیا آمد. او در حال حاضر متأهل و دارای دو فرزند می‌باشد.
او دارای مدرک کارشناسی در مدیریت بازرگانی از دانشگاه پرستن (اسلام‌آباد، پاکستان) است. وی همچنین در سال ۱۳۸۹ از دانشکدهٔ حقوق دانشگاه کابل فارغ گردیده‌است. وی مدرک فارغ‌التحصیلی را از مرکز زبان انگلیسی آریانا در طی سال‌های ۲۰۰۰ تا ۲۰۰۱ اخذ نموده و به زبان‌ها فارسی، پشتو و انگلیسی تسلط دارد.

## انتخابات مجلس ۱۳۹۷
کمیسیون مستقل انتخابات افغانستان نام فوزیه کوفی را به همراه خواهرش مریم کوفی از لیست نهایی نامزدان انتخابات ۱۳۹۷ خط زد.

## فعالیت‌ها
- استاد زبان انگلیسی در دانشکده طب فیض آباد؛ از ۱۹۹۷ تا ۲۰۰۰ (میلادی)
- مسئول بخش روابط بین‌المللی انجمن رضا کاران زنان بدخشان؛ از ۱۹۹۷ تا ۲۰۰۰ (میلادی)
- مسئول مرکز تربیوی و فرهنگی جیحون؛ از ۱۹۹۸ تا ۲۰۰۲ (میلادی)
- مسئول دارالایتام کمیته ناروی؛ از ۱۹۹۹ تا ۲۰۰۰ (میلادی)
- معاون برنامه‌ها در دفتر یونیسف ولایت بدخشان؛ از ۲۰۰۰ تا ۲۰۰۲ (میلادی)
- نماینده بدخشان و نایب دوم در مجلس نمایندگان افغانستان؛ از ۱۳۸۴ تا کنون
- تلاش برای تصویب قانون منع خشونت علیه زن در افغانستان[۱]

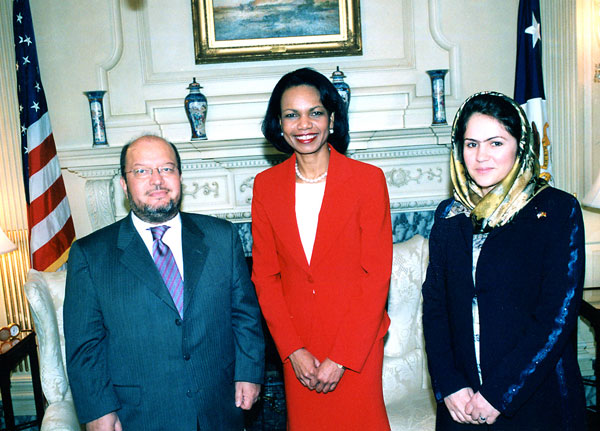
دیدار کاندولیزا رایس وزیر امور خارجه ایالات متحده آمریکا با فوزیه کوفی و سید حامد گیلانی در سال ۲۰۰۶